# Sutton in Ashfield
Sutton in Ashfield ist eine Stadt im District Ashfield in der Grafschaft Nottinghamshire, England. Sutton in Ashfield ist 21,1 km von Nottingham entfernt. Im Jahr 2001 hatte sie 41.951 Einwohner. Sutton in Ashfield wurde 1086 im Domesday Book als Sutone erwähnt.

## Söhne und Töchter der Stadt
- Fred Morley (1850–1884), Cricketspieler
- Billy Barnes (1852–1899), Cricketspieler
- Johnny Briggs (1862–1902), Cricketspieler
- Jimmy Walker (* 1973), Fußballtorhüter
- Samuel Walker (* 1995), Tischtennisspieler